# Ashland (condado de Aroostook)
Ashland es un lugar designado por el censo ubicado en el condado de Aroostook en el estado estadounidense de Maine. En el Censo de 2010 tenía una población de 709 habitantes y una densidad poblacional de 61,08 personas por km².

## Geografía
Ashland se encuentra ubicado en las coordenadas 46°37′1″N 68°23′34″O / 46.61694, -68.39278. Según la Oficina del Censo de los Estados Unidos, Ashland tiene una superficie total de 11.61 km², de la cual 11.55 km² corresponden a tierra firme y (0.51%) 0.06 km² es agua.

## Demografía
Según el censo de 2010, había 709 personas residiendo en Ashland. La densidad de población era de 61,08 hab./km². De los 709 habitantes, Ashland estaba compuesto por el 98.03% blancos, el 1.13% eran afroamericanos, el 0.28% eran amerindios, el 0.28% eran asiáticos, el 0% eran isleños del Pacífico, el 0% eran de otras razas y el 0.28% pertenecían a dos o más razas. Del total de la población el 1.13% eran hispanos o latinos de cualquier raza.